# Грейт-Портленд-стрит (станция метро)
«Грейт-Портленд-стрит» (англ. Great Portland Street) — станция Лондонского метрополитена в районе Вестминстер. На станции останавиваются поезда трёх линий метро: Кольцевой, Хаммерсмит-энд-Сити и Метрополитен. Неподалёку от станции расположен Риджентс-парк. Расположена на участке между «Бейкер-стрит» и «Юстон-сквер» и относится к первой тарифной зоне.

## История станции
Станция была открыта 1 октября 1863 года в составе первой линии лондонского метро Metropolitan Railway между станциями Бишопс-роуд и Фаррингдон-стрит.
Станция была открыта 10 января 1863 года под названием «Портленд-роуд». Современное название станция носит с 1 марта 1917 года. Нынешнее сооружение было построено в 1930 году на транспортном острове на Мэрилебон-роуд на пересечении с Грейт-Портленд-стрит и Олбани-стрит. Его конструкция представляет собой стальной каркас, облицованный кремовой терракотовой плиткой, с периметром, предназначенным для магазинов и автосалона с офисными помещениями над станцией. Грейт-Портленд-Стрит являлась главным торговым центром автомобильной промышленности. Здание было спроектировано архитектором столичной железной дороги, К. В. Кларком, и внесено в список II класса в январе 1987 года.
Станция находится в северном конце Грейт-Портленд-стрит — главной дороги, которая отделяет границу между Марилебоном и Фицровией.
На станции останавливаются поезда линиями Метрополитен, Хаммерсмит-энд-Сити, расположенными между Юстон-сквер на востоке и Бейкер-Стрит на Западе. Все три линии имеют одну и ту же пару путей от перекрестка Бейкер-Стрит до перекрестка Олдгейт, что делает этот участок пути одним из наиболее интенсивно используемых в сети лондонского метро.

### Кольцевая линия
Обычный трафик поездов по станции составляет:
- 6 пар в час по часовой стрелке через Кингс Кросс Сент Панкрас и Ливерпуль Стрит.
- 6 пар в час против часовой стрелки до Хаммерсмита через Паддингтон.

### Линия Метрополитен
Метрополитен — единственная линия, на которой работают экспресс-поезда, хотя в настоящее время это происходит только в час пик. Экспрессы проходят без остановки между парком Уэмбли, Харроу-он-те-Хилл и Мур Парком, другие поезда идут без остановки между Уэмбли-парком и Харроу-на-холме.

## Соединение
Станцию обслуживают маршруты лондонских автобусов 18, 27, 30, 88, 205, 453 а С2 и ночные маршруты N18 и N205.

## Современное окружение
Рядом со станцией расположен знаменитый лондонский Риджентс-парк (англ. Regents-park) и Почтовая башня (англ. Post-office tower), которая до 1960-х годов считалась самым высоким зданием Лондона. Неподалёку от станции расположена станция «Риджентс-парк» линии Бейкерлоо.

## Галерея

Станция «Грейт-Портленд-стрит»
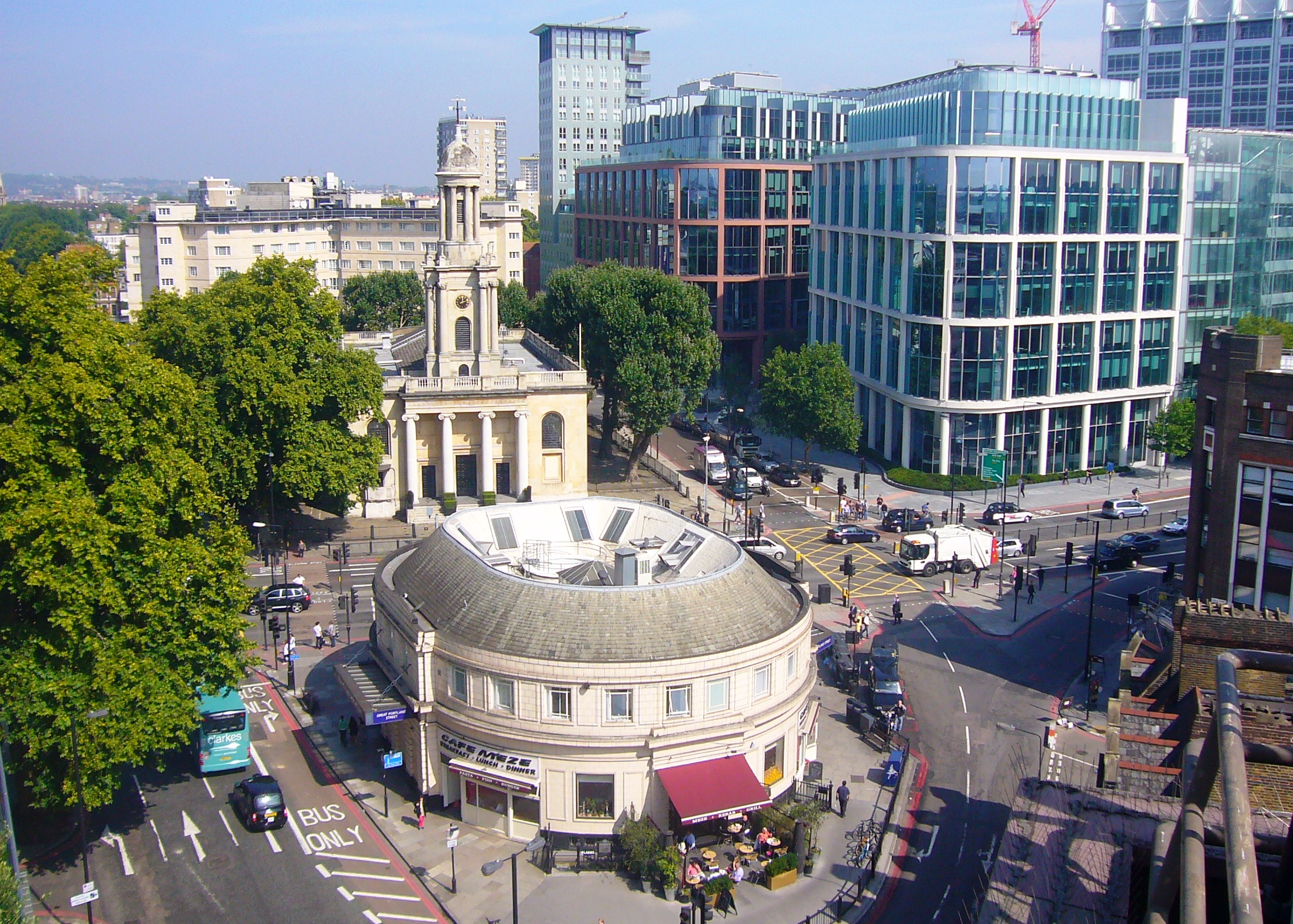
Вид на станцию сверху
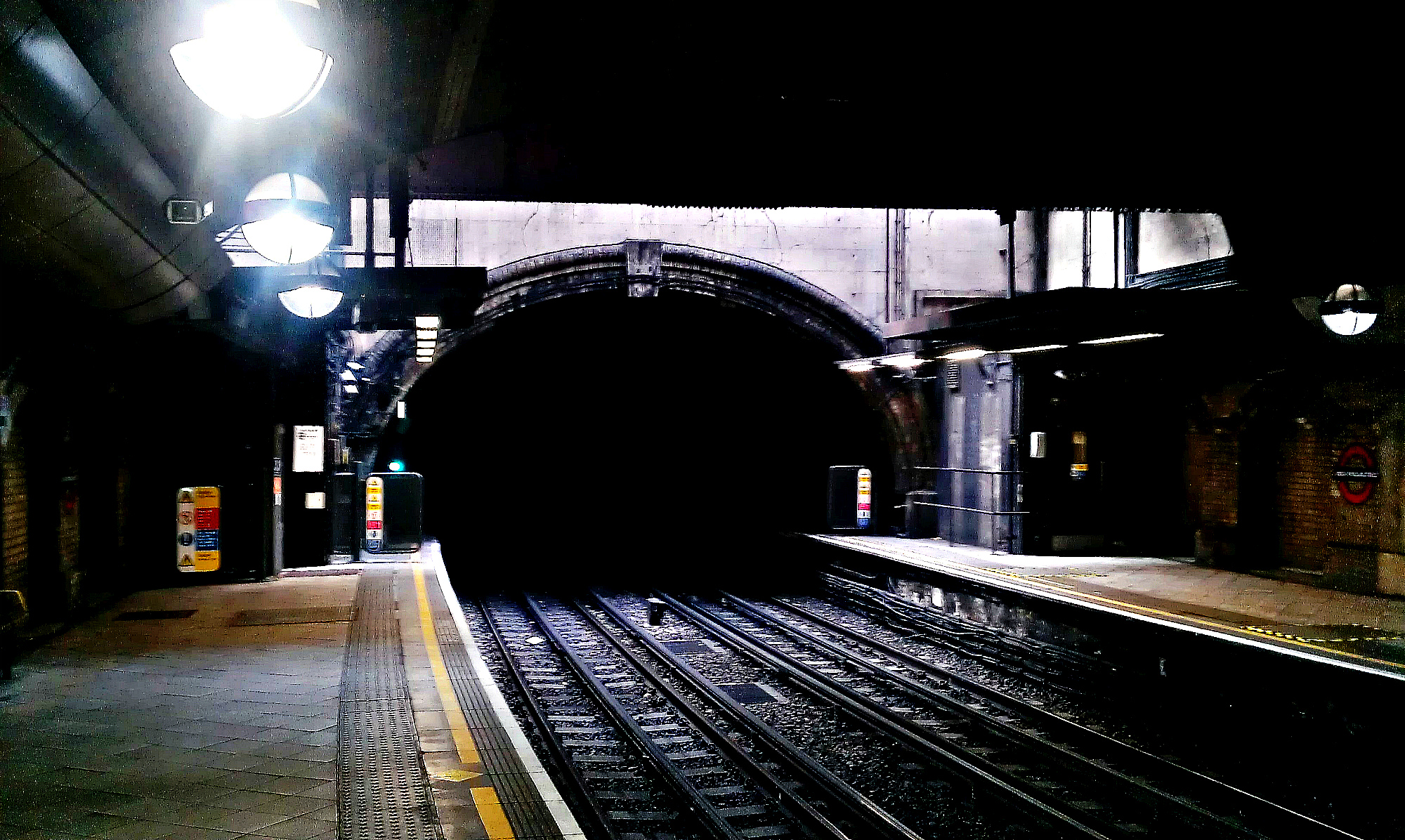
Станционный тоннель под Мэрилебон-роуд
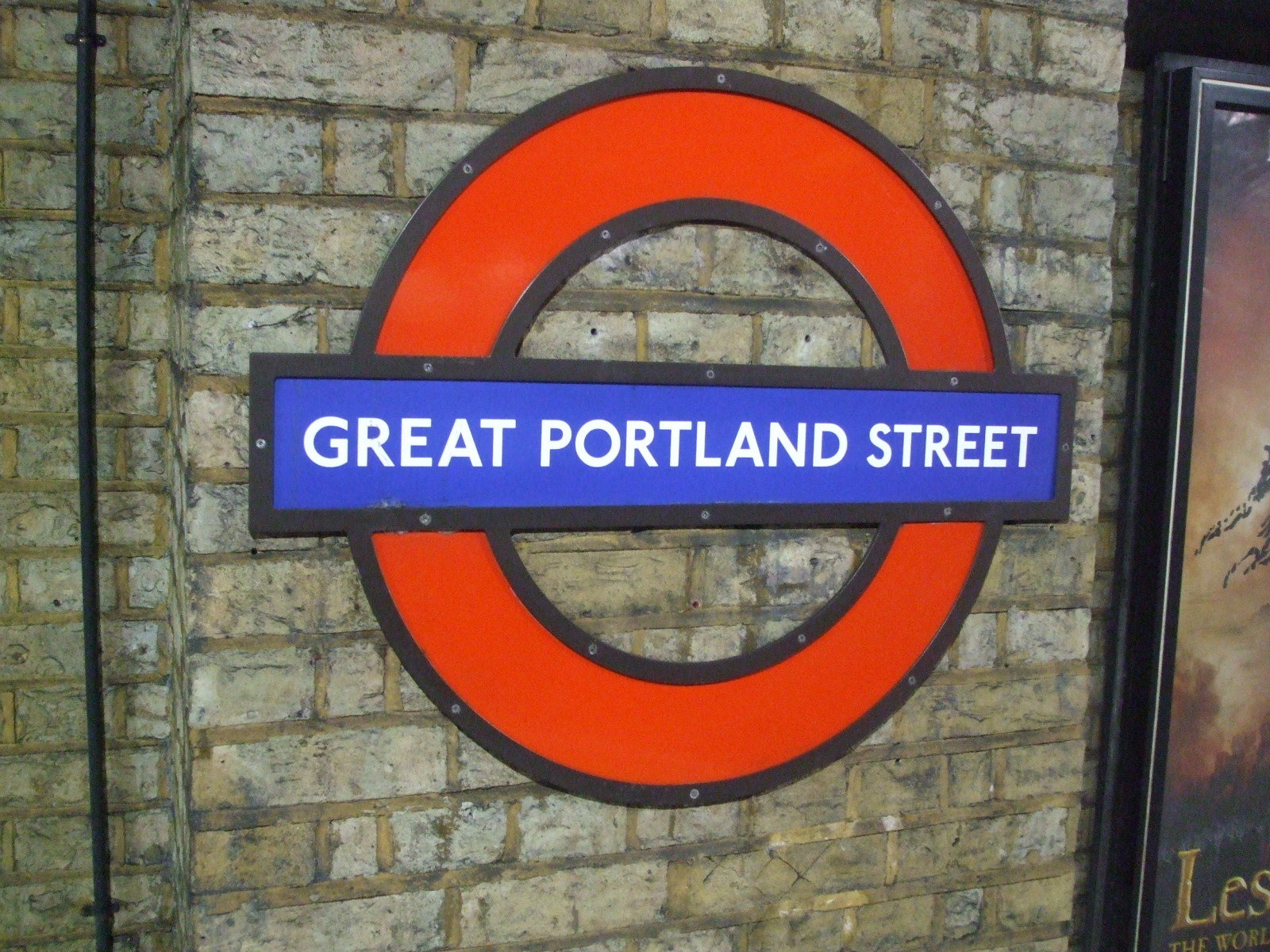
Рондель на платформе
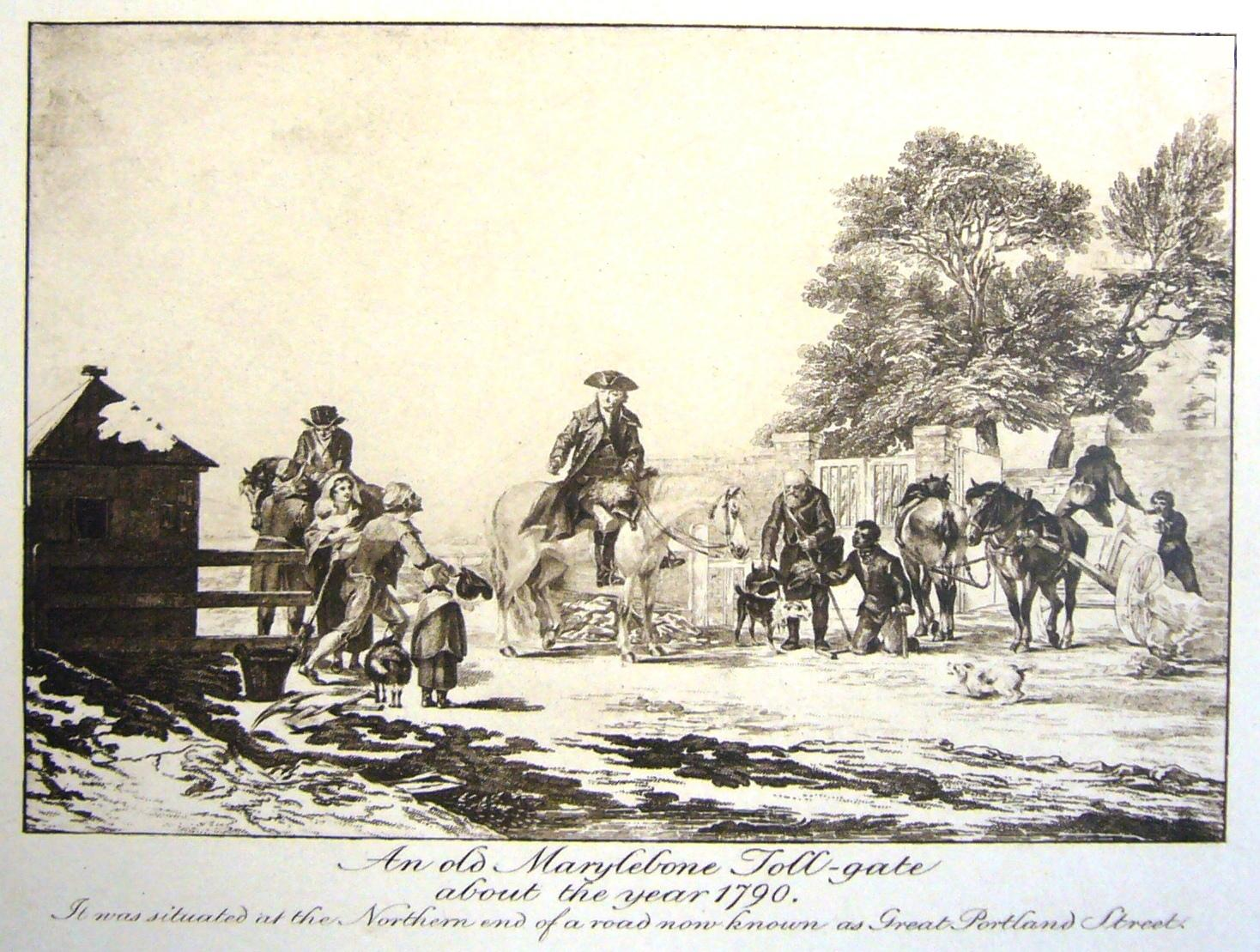
Вид на перекрёсток, 1790 год
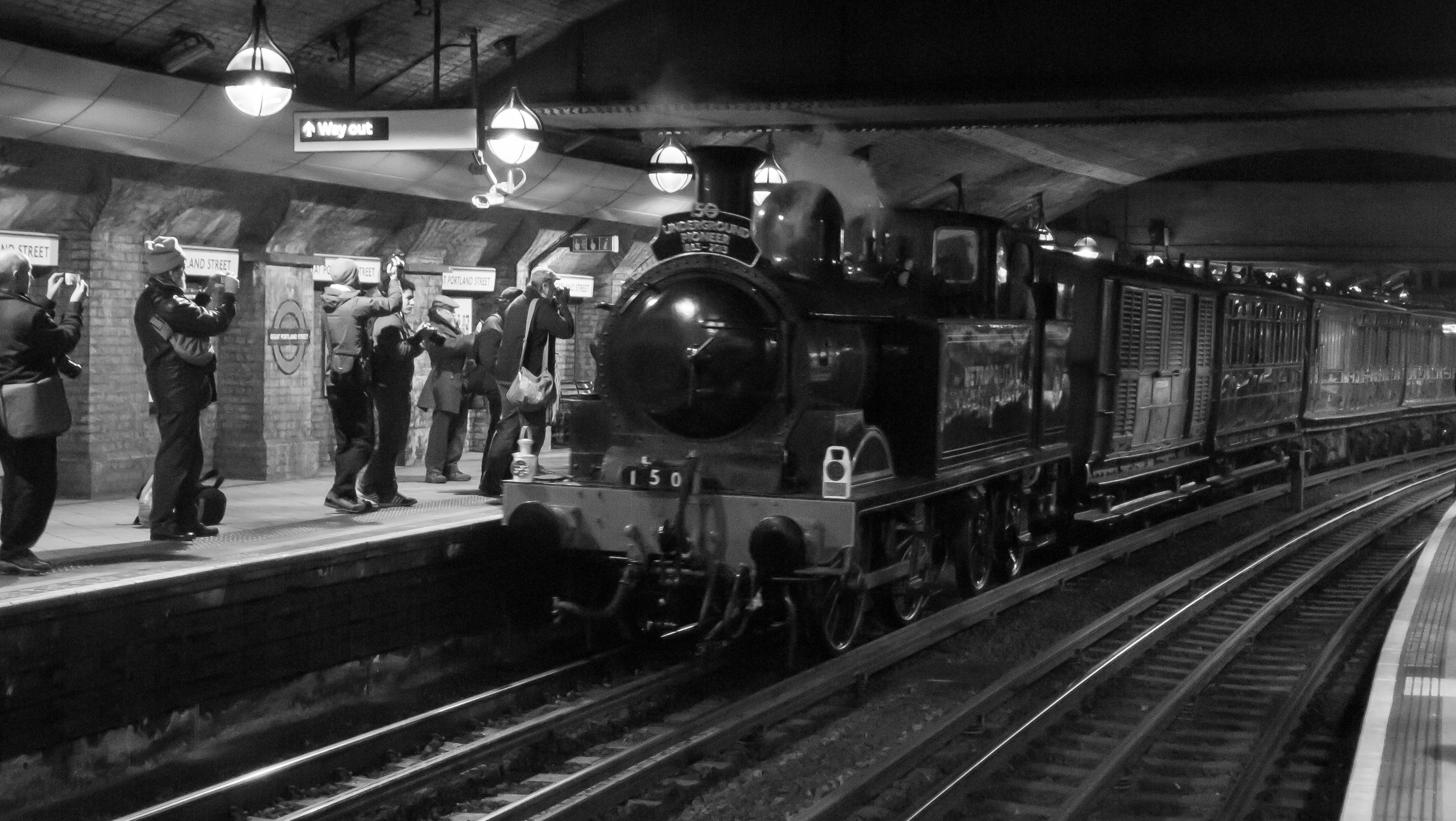
Паровоз с вагонами на станции
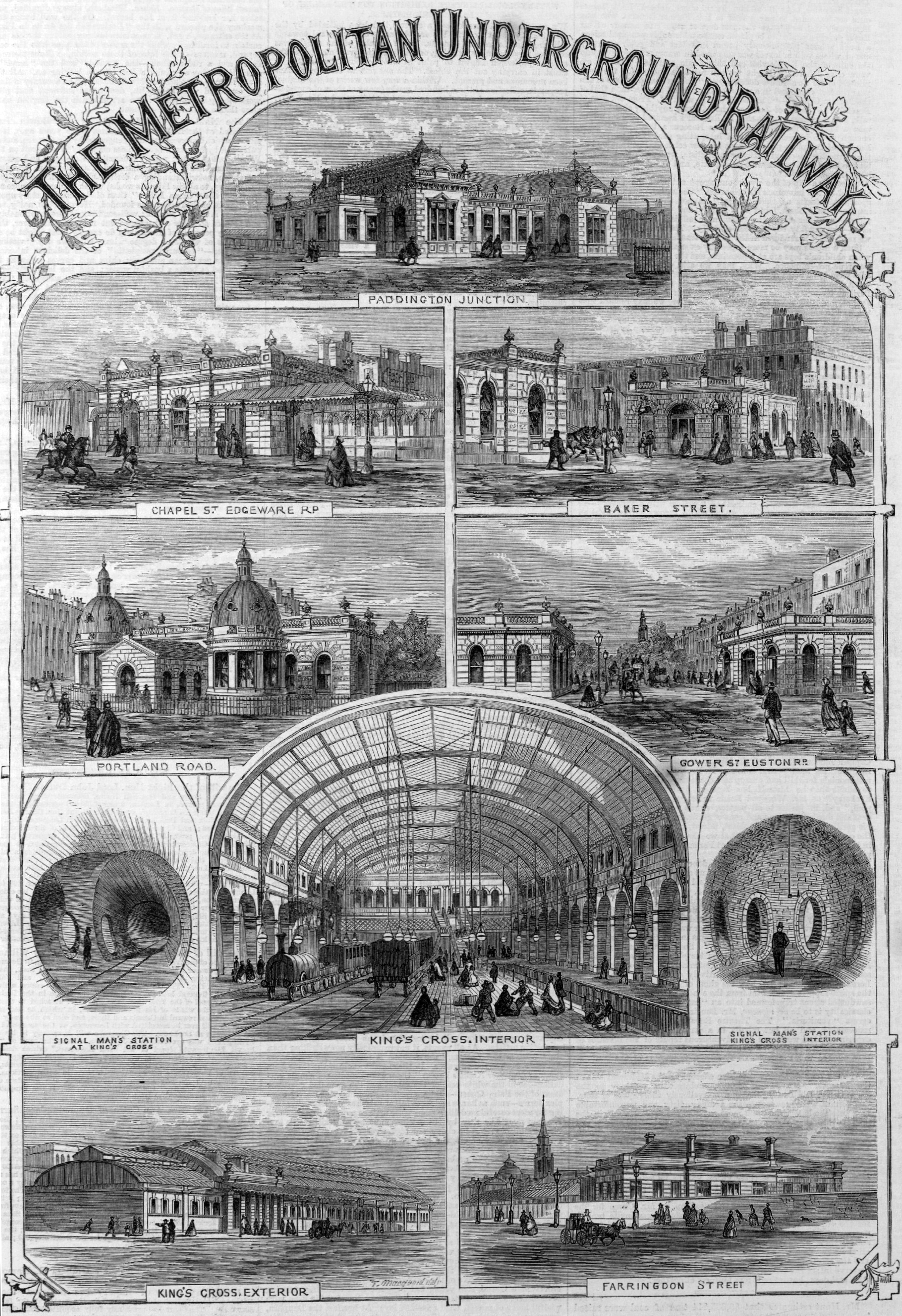
Станция «Портленд-роуд» (Столичная дорога, 1862 год)
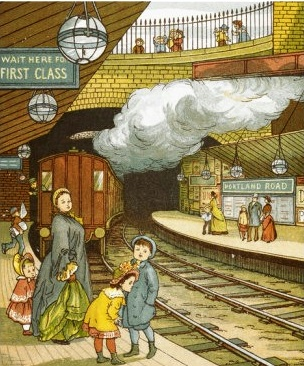
Плакат Томаса Крейна 1883 года с изображением станции «Портленд-роуд»
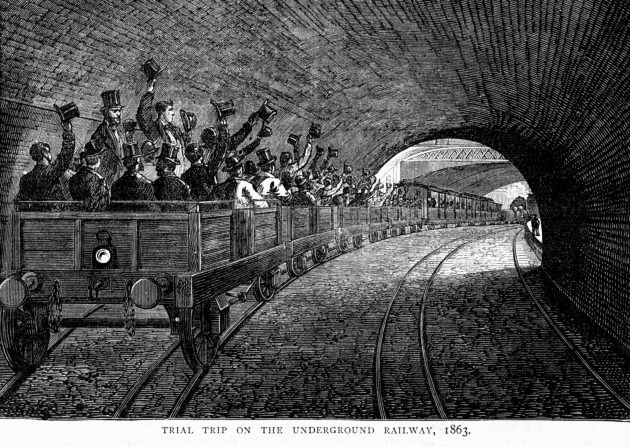
Пробная поездка на поезде 1862 года мимо станции Портленд-роуд